# Gandalf
Pour les articles homonymes, voir Gandalf (homonymie).
Gandalf est un personnage de fiction appartenant au légendaire (legendarium) de l'écrivain britannique J. R. R. Tolkien, apparaissant dans Le Hobbit, dans Le Seigneur des anneaux, dans Contes et légendes inachevés, puis dans Le Silmarillion.
Ce mystérieux vieillard, décrit comme étant un magicien (en fait, un membre des Istari), joue un rôle crucial dans les deux premières œuvres : il met en branle les événements dans la première et joue un rôle de sage conseiller tout au long de la seconde, par contraste avec son supérieur Saroumane.
Gandalf porte de nombreux noms et surnoms. Décrit comme le « Pèlerin Gris » puis comme le « Cavalier Blanc », après avoir combattu le Balrog à Khazad-dûm. Il est l'un des principaux antagonistes de Sauron, le Seigneur Ténébreux ; c'est d’ailleurs à cause de ce dernier que Gandalf a été envoyé en Terre du Milieu pour assister ses habitants contre lui.
Les textes de Tolkien publiés après sa mort expliquent les origines et la nature de Gandalf : il est l'un des Maiar.

## Description
« Bilbo, qui ne se méfiait pas, ne vit ce matin-là qu’un vieillard avec un bâton. Il portait un grand chapeau bleu et pointu, une longue cape grise et une écharpe argent, surmontée d’une barbe blanche qui descendait jusque sous la ceinture, ainsi que d’énormes bottes noires. »

— J. R. R. Tolkien, Le Hobbit, chapitre 1, « Une fête inattendue »

## Biographie fictionnelle

### AvantLe Hobbit
Le vrai nom de Gandalf est Olórin, et il est dit être « le plus sage des Maiar » dans la Valaquenta. Il vit dans les jardins de Lórien, dont il est particulièrement proche, ainsi que de la sœur de celui-ci, Nienna, « de qui il apprit la patience et la compassion ». La Valaquenta nous apprend encore qu'il aime beaucoup les Elfes et se rend souvent parmi eux, invisible.
Lorsque les Valar se réunissent en vue d'envoyer des émissaires en Terre du Milieu pour aider à la lutte contre Sauron, Olórin est choisi par Manwë pour faire partie de cette expédition. Malgré ses doutes, il se joint aux Istari sur l'insistance de Manwë et de son épouse Varda. Il rejoint ainsi les quatre autres membres connus de l'ordre des Mages : Curumo (Saroumane), Aiwendil (Radagast), Alatar et Pallando.
Olórin débarque en Terre du Milieu vers l'an mille du Troisième Âge. Il est le dernier à débarquer en Terre du Milieu, mais il vient en seconde position dans l'ordre des Istari, derrière Saroumane. Il a des relations privilégiées avec les Elfes, ce qui lui vaut sûrement son nom de Gandalf, « Elfe au bâton ». Dès son arrivée, l'elfe Círdan, devinant en lui un être bien plus important que ne le laisse suggérer son apparence, lui remet Narya, l'Anneau de feu, l'un des trois anneaux des Elfes. Il a également très tôt l'amitié, le respect et le soutien d'Elrond et de Galadriel, celle-ci ayant notamment souhaité qu'il prenne la tête du Conseil Blanc plutôt que Saroumane, charge qu'il refuse.
Gandalf ne se limite pas à avoir de bonnes relations avec les Elfes : il parcourt la Terre du Milieu et se fait connaître de nombreux peuples, tissant des amitiés sincères avec des représentants de chacun d'entre eux. Il est notamment l'un des rares Sages à s'intéresser aux Hobbits avant même que l'Anneau unique ne soit entré en possession de l'un d'eux, étant ami notamment avec le Vieux Touque, puis avec Bilbon et Frodon Sacquet.

### DansLe Hobbit

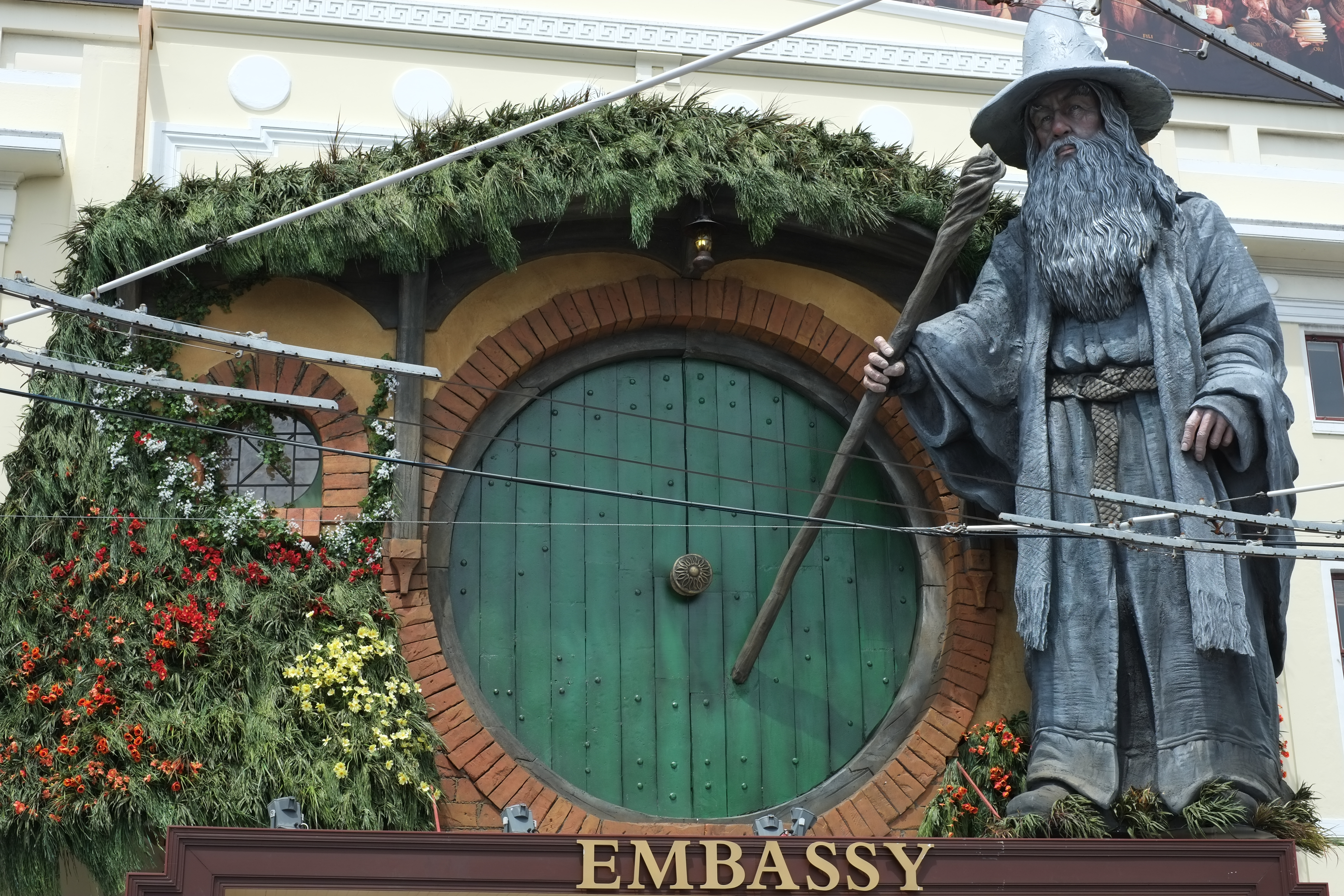
Statue représentant Gandalf devant la maison de Bilbon à Cul-de-Sac (Embassy Theatre de Wellington, en Nouvelle-Zélande).

En 2850 du Troisième Âge, Gandalf est envoyé par le Conseil Blanc à Dol Guldur, pour découvrir l'identité du Nécromancien qui en est le maître. Après un premier échec, il apprend qu'il s'agit de Sauron. Dans les geôles de la forteresse, il rencontre le roi nain Thráin II, emprisonné là depuis cinq ans, qui lui remet la carte et la clé de la porte secrète d'Erebor avant de mourir.
Il persuade ensuite le Nain Thorin II Lécudechesne, roi du peuple de Durin en exil dans les Ered Luin, de reprendre son royaume en Erebor, qui se trouve sous la coupe du dragon Smaug. Gandalf fait lui-même partie de l'aventure, lancée en 2941 du Troisième Âge, et recrute entre autres le Hobbit Bilbon Sacquet. Désormais certain que le Nécromancien de Dol Guldur n'est autre que Sauron, il convainc la même année Saroumane et le Conseil Blanc de chasser le Seigneur Sombre de cette forteresse.

### DansLe Seigneur des anneaux

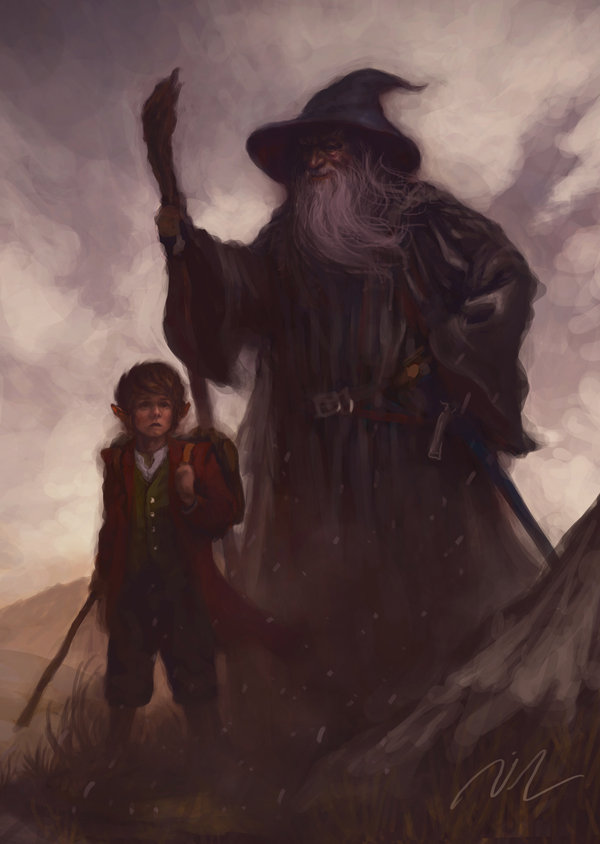
Bilbon et Gandalf. Fan art de Joel Lee.

Suspectant que Bilbon a mis la main sur un dangereux Anneau de pouvoir au cours du voyage, Gandalf fait surveiller la Comté par les Rôdeurs du Nord. Après avoir découvert qu'il s'agissait de l'Anneau unique de Sauron, Gandalf convainc Bilbon de le laisser à son jeune neveu, Frodon. Il montre sa force de volonté en refusant de le prendre lui-même, sachant que l'Anneau, imprégné de la malfaisance de Sauron, lui conférerait une puissance trop immense (peut-être supérieure à tout autre pouvoir en Terre du Milieu) tout en le corrompant, le faisant progressivement basculer vers le mal.
Plus tard, il apprend la trahison de Saroumane, qui depuis longtemps déjà cherche en secret l'Anneau pour son usage personnel et qui décide finalement de se dévoiler au grand jour et de s'allier avec Sauron. Saroumane le Blanc, devenu Saroumane le Multicolore, tente de rallier Gandalf à sa cause et, devant son refus, l'enferme au sommet de la tour d'Orthanc. Mais Gandalf parvient à s'échapper grâce à l'aide du grand aigle Gwaihir, envoyé par Radagast qui s'inquiétait de l'absence prolongée de Gandalf (c'est lui qui avait transmis au Pèlerin Gris le message de Saroumane l'invitant à se rendre à Orthanc).
Lors du Conseil d'Elrond, à Fondcombe (ou vallée d'Imladriss), c'est à Frodon qu'échoit la tâche de détruire l'Anneau Unique. Membre de la Communauté de l'Anneau, dont il est le guide, Gandalf tombe dans l’abîme à Khazad-dûm lors de son combat contre le Balrog. Il le vainc au sommet du Zirakzigil, mais sa victoire lui coûte la vie et signe l'échec des Istari. En effet, depuis longtemps Gandalf incarnait le seul véritable membre actif de cet Ordre, Saroumane ayant trahi la mission qui lui avait été confiée en ralliant Sauron, les Ithryn Luin ou « Mages bleus » Alatar et Pallando ayant depuis longtemps disparu à l'Est et Radagast ayant préféré se consacrer aux animaux.
Renvoyé en Terre du Milieu par Eru Ilúvatar pour achever sa tâche, il devient Gandalf le Blanc. Il aide ensuite Théoden, roi du Rohan, à se défaire de l'emprise de son conseiller Gríma, dit « Langue-de-Serpent », qui s'avère être un espion de Saroumane. Gandalf apporte une aide décisive lors de la Bataille de Fort-le-Cor, en apparaissant à l'aube, après une nuit entière de combat, avec un renfort de 1 000 fantassins commandés par Erkenbrand qu'il était allé chercher. Se rendant ensuite en Isengard, il chasse Saroumane de l'ordre des magiciens et brise son bâton.
Le Rohan, libéré de la menace de l'Isengard, et les troupes de Sauron s'agitant à l'Est (tel que vu par Pippin dans le palantír), Gandalf décide de se rendre en toute hâte à Minas Tirith afin de prévenir l'Intendant du Gondor Denethor II et aider à la défense de la Cité. Lors de la bataille des Champs du Pelennor, il prend le commandement des troupes du Gondor assiégées, à la suite de la folie de l'Intendant et affronte le Roi-Sorcier d'Angmar, seigneur des Nazgûl, devant les portes de Minas Tirith. Il participe également à la bataille de la Porte Noire, la dernière livrée contre Sauron en Mordor.
Après la chute de Sauron, Gandalf emmène Aragorn sur le Mont Mindolluin, où Aragorn découvre un rejeton de l'Arbre des Rois. Puis, à la demande de celui-ci, Gandalf le couronne devant les portes de Minas Tirith. Enfin, il raccompagne les hobbits aux portes de la Comté avant d'aller voir une dernière fois Tom Bombadil. Il quitte alors la Terre du Milieu pour rentrer en Valinor, la demeure des Valar, avec les autres principaux porteurs des Anneaux de pouvoir (Frodon, Bilbon, Galadriel et Elrond).

« Le Tiers Âge était le mien. J'étais l'Ennemi de Sauron ; et ma tâche est achevée. Je partirai bientôt. »

— J. R. R. Tolkien, Le Seigneur des anneaux : Le Retour du roi

## Étymologie
« J’ai reçu maints noms dans maints pays, disait-il. Mithrandir chez les Elfes, Tharkûn pour les Nains ; Olórin j’étais dans l’Ouest, dans ma jeunesse qui est oubliée, Incánus dans le Sud, Gandalf dans le Nord ; dans l’Est, je ne vais point. »

— J. R. R. Tolkien, Le Seigneur des anneaux (seconde traduction).

### Gandalf

Le tengwa ungwe est utilisé comme marque par Gandalf.

Gandalf utilise également le certh « g », par exemple comme signature sur la lettre laissée au Poney Fringant.

Le nom de Gandalf apparaît sous la forme Gandálfr dans la Völuspá, premier poème de l'Edda poétique, un recueil en vieux norrois du XIIIe siècle. Les couplets 11 à 16 du poème constituent une liste de nains, généralement appelée Dvergatal ou « catalogue des nains », dans laquelle Tolkien piocha également la majeure partie des noms des nains du Hobbit. Ce nom contient les éléments gandr « objet enchanté, employé par les sorciers » et alfr « elfe », et Tolkien le glose par « Elfe au bâton », expliquant que les Hommes le prenaient pour un Elfe.
Dans les brouillons du Hobbit, le nom Gandalf est porté par le chef des nains (Thorin dans le texte final), tandis que le magicien s'appelle Bladorthin, un nom noldorin difficile à interpréter que Tolkien réattribuera par la suite à un personnage secondaire du roman.

### Mithrandir
Mithrandir est un nom sindarin qui se décompose en mith « gris » et rhandir « errant, pèlerin ». Il est tantôt rendu par « Gris Errant » ou « Gris Pèlerin ».

### Tharkûn
Le nom khuzdul Tharkûn est glosé « Homme au bâton » (staff-man) dans une note sur les noms de Gandalf rédigée avant la parution de la seconde édition du Seigneur des anneaux, en 1966, publiée dans Contes et légendes inachevés. Une forme antérieure de ce nom, Sharkûn, apparaît dans les brouillons du chapitre « Faramir ».
Édouard Kloczko propose de dériver Tharkûn d'une possible racine trilitère th-r-k signifiant « support, appui ». Magnus Åberg propose une explication légèrement différente. Selon lui, le terme dériverait d'une base de type 1a23, ici thark- signifiant « bâton », adjoint d'un suffixe de personnification -ûn, pour « Homme au bâton ».
Plus récemment, les textes postérieurs à l'écriture du Seigneur des anneaux publiés dans Parma Eldalamberon no 17 traduisent Tharkûn par « Homme Gris » (Grey-man).

### Incánus
Incánus est également orthographié Incânus dans les manuscrits de Tolkien. Celui-ci a envisagé deux versions possibles sur l'origine de ce nom dont le magicien dit qu'il lui est donné au « Sud ». Selon la note sur les noms de Gandalf datant d'avant 1966, Incánus est un nom donné par les Haradrim et signifiant « Espion du Nord » (incā + nūs). Une autre note, écrite en 1967, affirme que ce nom est en fait quenyarin, construit à partir de in(id)- « esprit » et kan « souverain », et qu'il avait été donné à Gandalf au Gondor, à l'époque où le quenya y était encore employé par les érudits. Les notes publiées dans Parma Eldalamberon no 17 rejoignent cette dernière idée et donnent comme signification « maîtrise de l'esprit » (mind-mastership).
L'adjectif latin incanus, qui signifie « blanchi par l'âge », fut peut-être la source d'inspiration de Tolkien pour ce nom, mais lui-même considère la ressemblance entre les deux comme une simple coïncidence dans cette même note de 1967,.

### Olórin
Olórin, le nom de Gandalf au Valinor, est quenyarin. Le terme olor se rapporte au rêve, au sens d'une « vision claire » provenant de la mémoire, c'est-à-dire à la vision de choses n'étant pas physiquement présentes (et pas au sens des rêves faits durant le sommeil).

### Autres noms
Gandalf reçoit plusieurs autres épithètes au Rohan. Éomer l'appelle Greyhame « Grismantel », adaptation du vieil anglais grǣghama « vêtu de gris », improprement traduit par « Maisongrise » dans la première traduction française, probablement par confusion entre hame et home. Gríma, quant à lui, le surnomme « Corbeau de Tempête » (Stormcrow) et Láthspell « mauvaises nouvelles », dérivé du vieil anglais lāð « causant la haine » + spell « histoire, message ».

## Origines et évolution

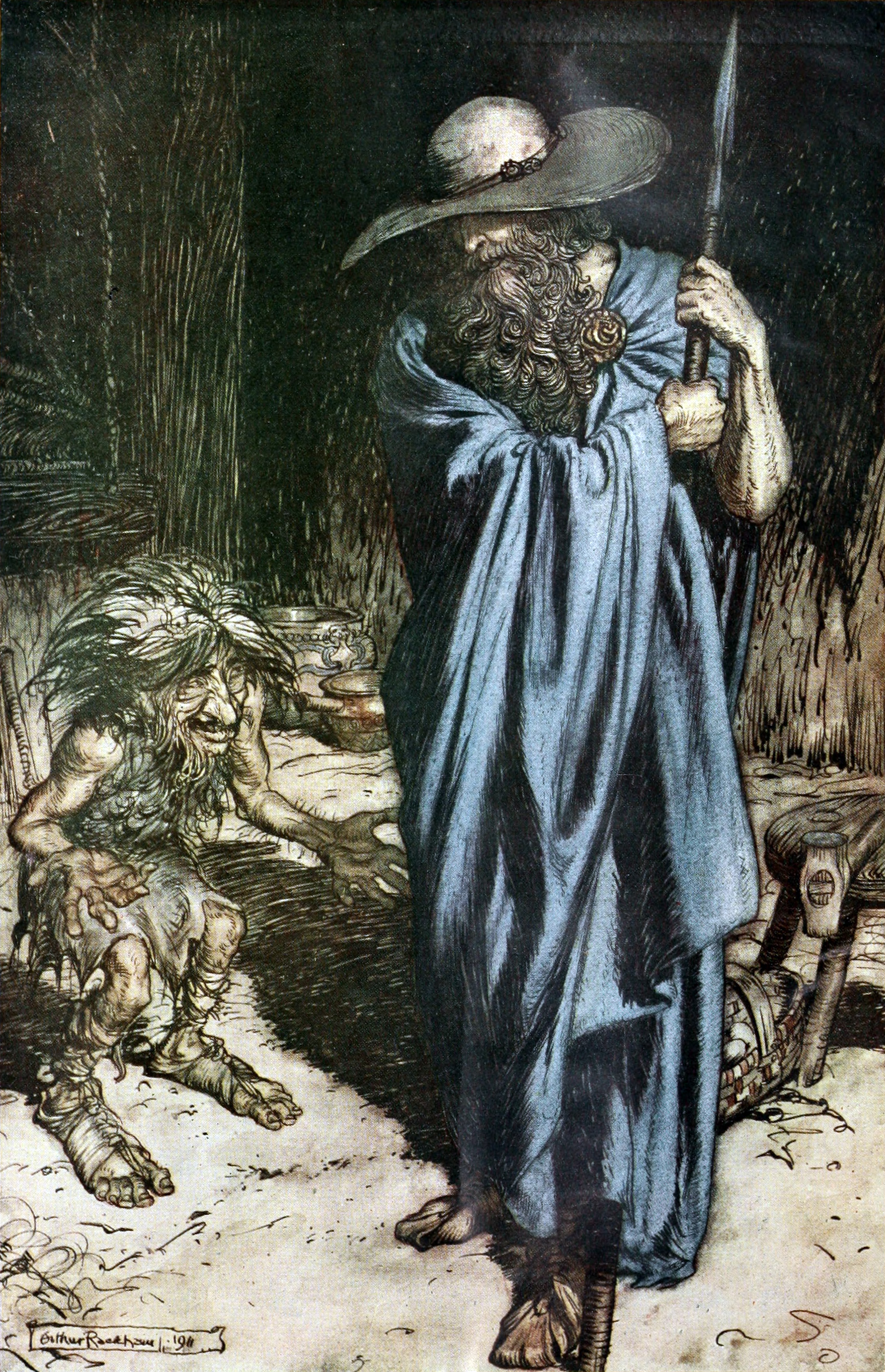
Odin sous l'apparence d'un voyageur (illustration d'Arthur Rackham pour l'opéra Siegfried de Richard Wagner).

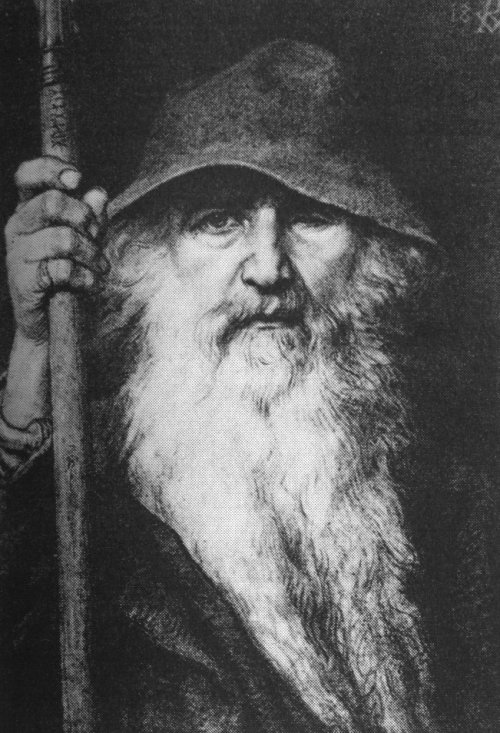
« Oden som vandringsman » (« Odin, le voyageur »). Georg von Rosen, 1886.

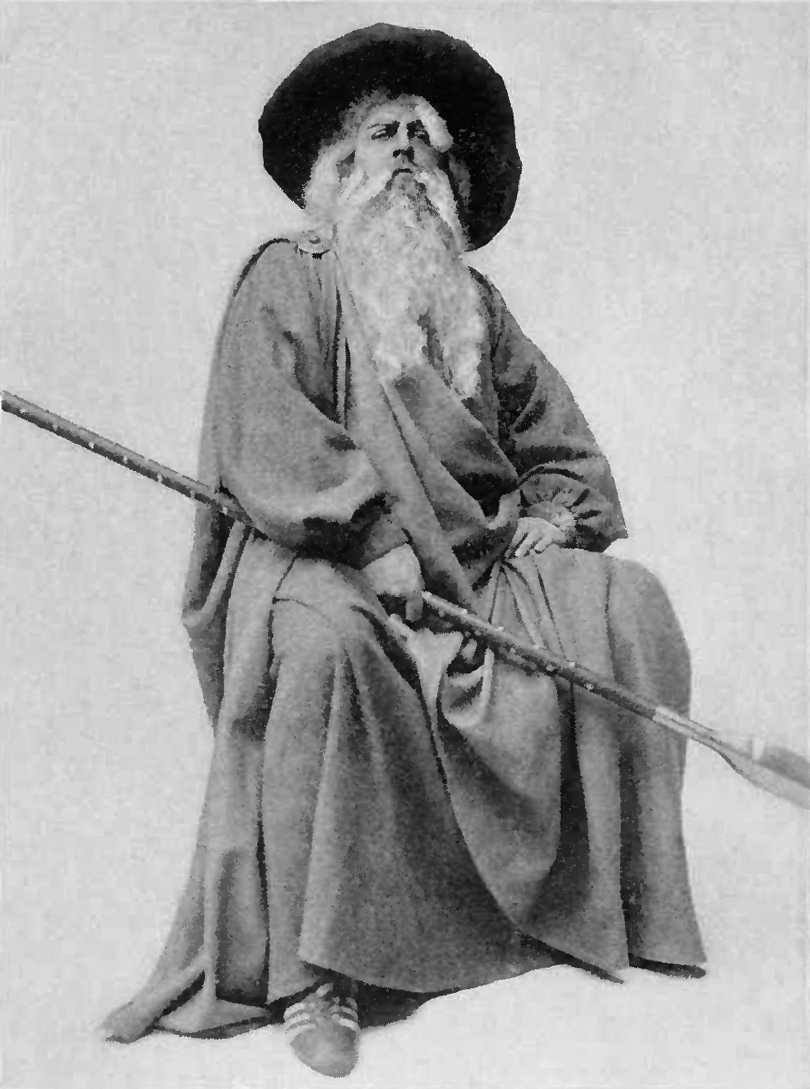
« Odin, déguisé en voyageur » (Odin disguised as a Traveller), photographie publiée en 1914.

Le personnage de Gandalf semble trouver son origine dans une carte postale représentant un tableau de Josef Madlener intitulé Der Berggeist (« L'esprit de la montagne »). Elle représente un vieillard à longue barbe, vêtu d'un manteau rouge et d'un chapeau à large bord, assis sous un pin et caressant un jeune faon blanc. D'après Humphrey Carpenter, biographe de Tolkien, celui-ci aurait acheté cette carte postale durant son voyage en Suisse, à l'été 1911, mais d'après la fille de Madlener, cette peinture daterait en fait de 1925-1926. Douglas Anderson se base sur l'évolution du style de Madlener pour dater Der Berggeist de la seconde moitié des années 1920.
Dans les premiers brouillons du Hobbit, le nom de Gandalf est porté par le chef des Nains, et le sorcier y a pour nom Bladorthin. Il ne semble être alors, dans l'esprit de Tolkien, qu'un magicien classique : capable d'accomplir des exploits, mais clairement loin de la puissance du Gandalf du Seigneur des anneaux. Par la suite, Tolkien transfère le nom de Gandalf au sorcier, mais le nom de Bladorthin n'est pas abandonné pour autant : il refait surface au chapitre 12, « Informations secrètes », où il devient le nom d'un « grand roi […] depuis longtemps mort ». Ce personnage énigmatique est généralement considéré comme un roi humain.
Gandalf n'est jamais appelé « le Gris » dans Le Hobbit.

### Analyse
Gandalf a été comparé à Odin, par Tolkien lui-même dans une lettre de 1946, puis par Marjorie Burns, qui compare l'apparence de Gandalf à celle d'Odin lorsque celui-ci erre dans le monde des hommes : « un vieil homme à la barbe grise qui porte un bâton et porte un capuchon ou un manteau (généralement bleu) et un chapeau à large bords ».
Son rôle apparent de mentor d'Aragorn a suscité des comparaisons avec Merlin, rejetées par Wayne Hammond et Christina Scull, qui affirment que « [Gandalf et Aragorn] apparaissent plutôt comme des collègues dans la lutte contre Sauron que comme professeur et élève ».

## Adaptations

### Radiophonique
- Gandalf est doublé par Norman Shelley dans la première adaptation radiophonique du Seigneur des anneaux, produite pour la BBC en 1955-1956.
- Dans l'adaptation du Hobbit de 1968, Gandalf est doublé par Heron Carvic.
- Le rôle est repris par Bernard Mayes dans l'adaptation américaine de 1979.
- La deuxième adaptation du Seigneur des anneaux pour la BBC, en 1981, fait appel à Michael Hordern pour le rôle.

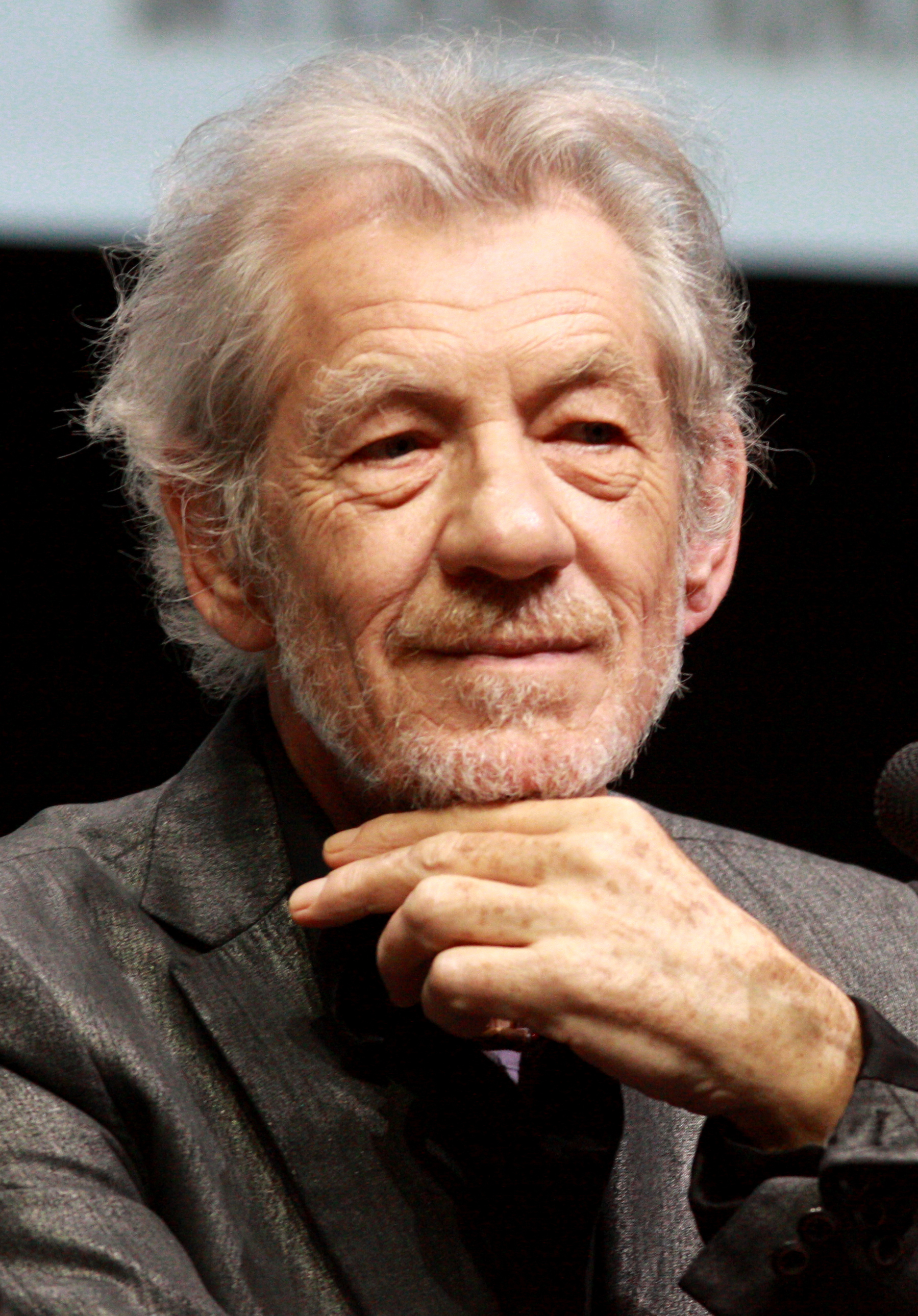
L'acteur Ian McKellen interprète le rôle de Gandalf dans la série de films Le Seigneur des anneaux de Peter Jackson.

### Au cinéma et à la télévision
- Dans les dessins animés The Hobbit (1977) et The Return of the King (1980), produits par Rankin/Bass, Gandalf est doublé par John Huston.
- William Squire reprend le rôle dans le dessin animé du Seigneur des anneaux de Ralph Bakshi, en 1978. En France, c'est Jean Davy qui assure le doublage du personnage.
- Gandalf est interprété par Ian McKellen dans la trilogie cinématographique du Seigneur des anneaux de Peter Jackson, ainsi que dans celle du Hobbit. Il est doublé en français par Jean Piat dans les deux trilogies.
- Dans la série Le Seigneur des anneaux : Les Anneaux de pouvoir , Gandalf est interprété par Daniel Weyman. Il est doublé en français par Pierre Tissot.

### Sur scène
- Charles Picard tient le rôle de Gandalf dans The Two Towers (1999) au Théâtre Lifeline de Chicago.
- Dans la comédie musicale du Seigneur des anneaux, à Toronto en 2006, le rôle est tenu par Brent Carver.

### Parodie
Dans la saison 1 d’Epic Rap Battles of History, Gandalf affronte le directeur de Poudlard Dumbledore.